# 嘎米16

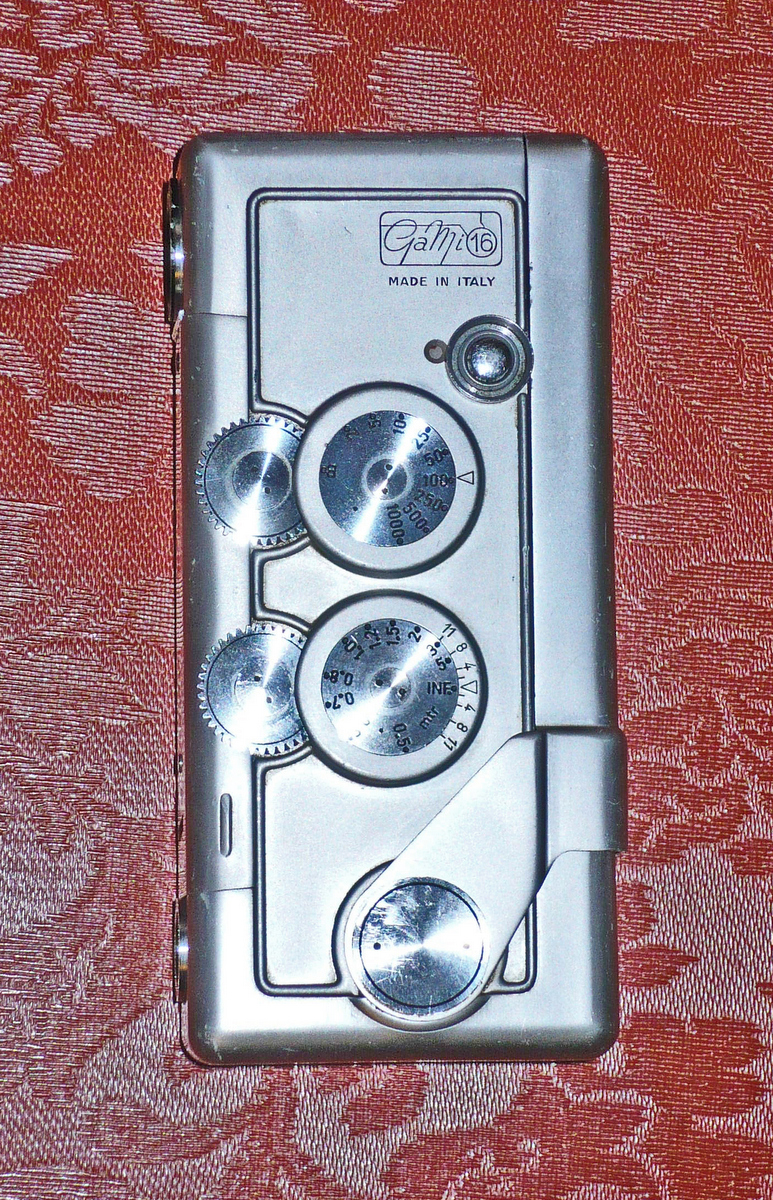
嘎米16 正面

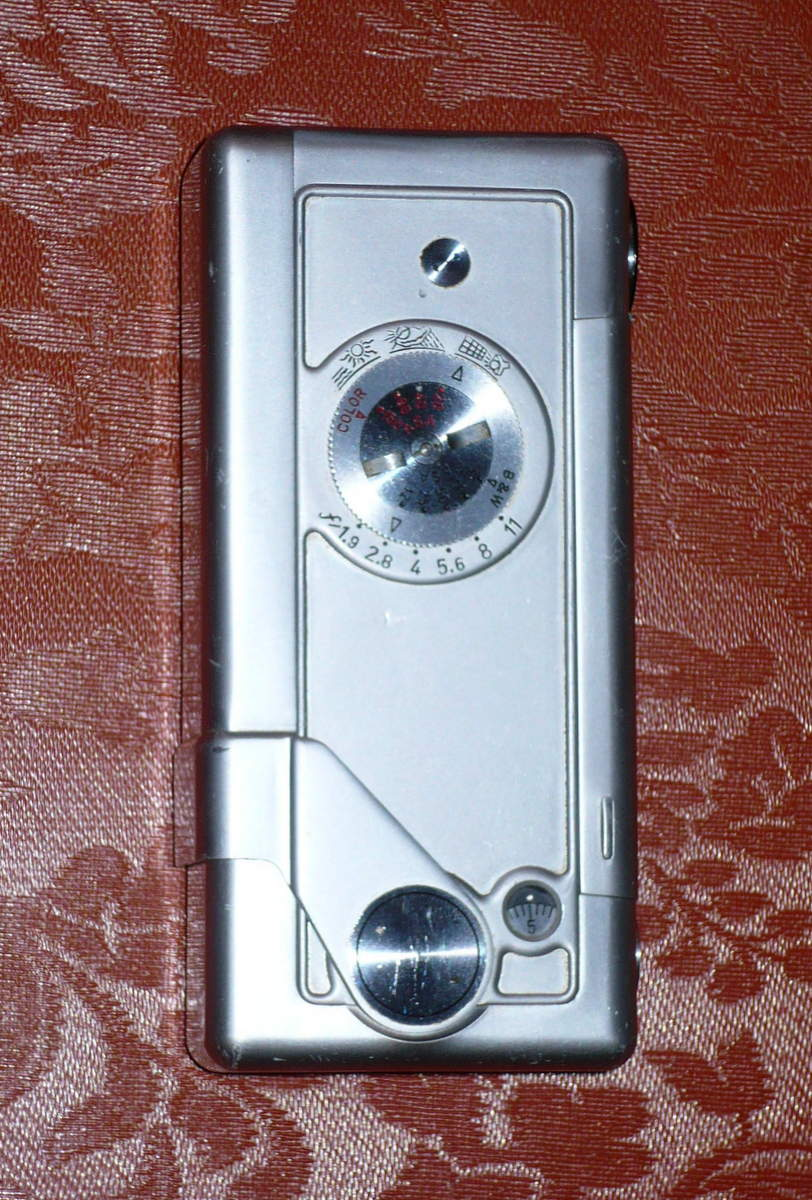
嘎米16 反面

嘎米16（Gami 16）是1954年意大利米兰伽利略厂（Officiao Galilio Milano）推出的高级微型相机。（Officiao Galilio Milano）推出的高级微型相机。
。

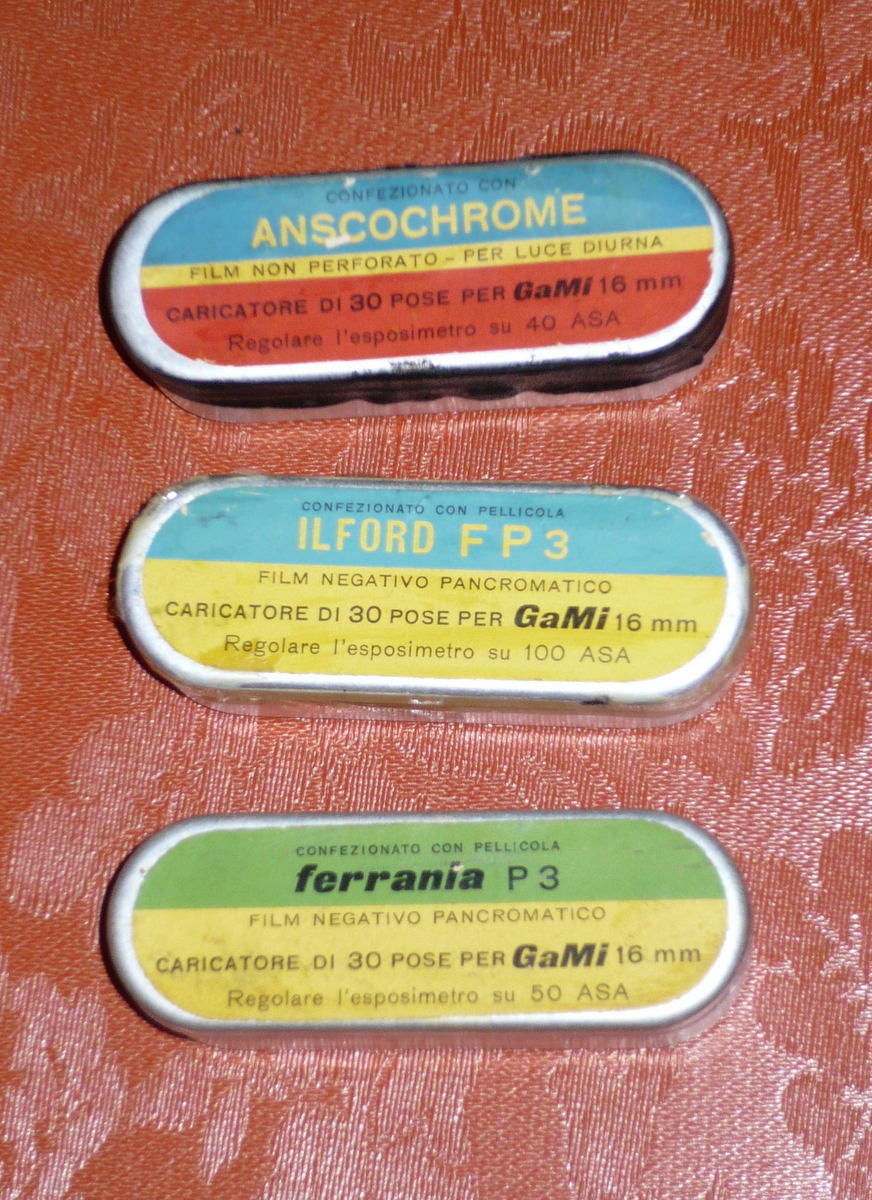
Gami 16 film cassettes

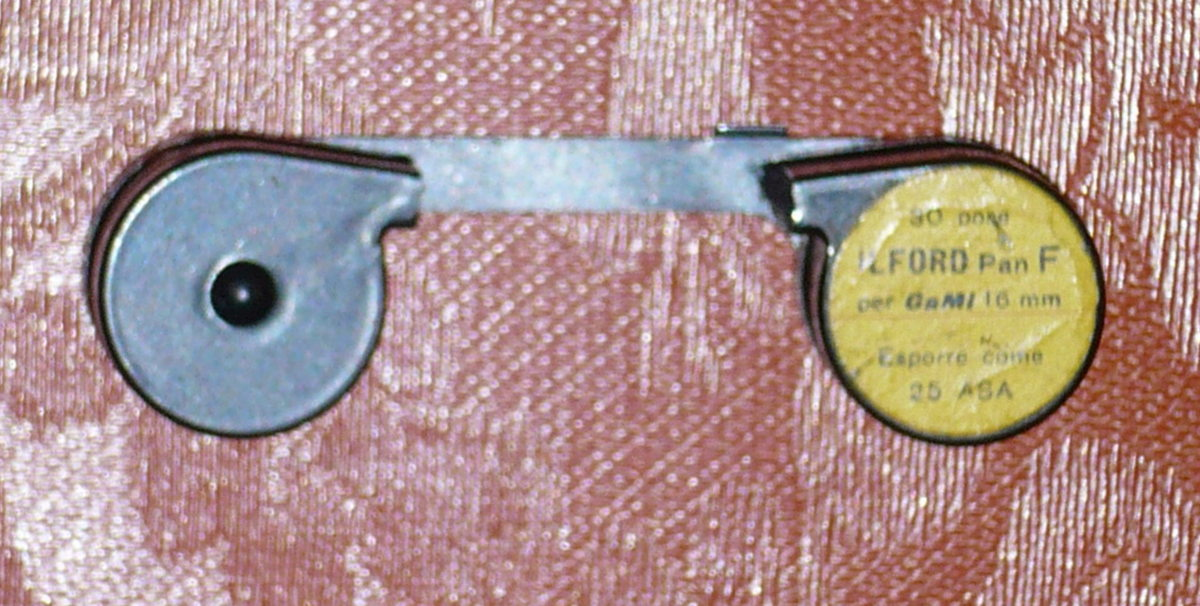
嘎米16胶卷暗盒

嘎米16长120毫米，宽57毫米，高30毫米，重量300克。
镜头：6片式伽利略Esamitar 25毫米/F1.9，是微型相机中速度最大的镜头。距离50厘米-无穷远。
光圈 1.9-11
镜前快门，速度B,1/2，1/5，1/10，1/25，1/50，1/100，1/250，1/500，1/1000。
取景框内可见双影重叠式测距器和测光表。
胶卷：16毫米无孔胶卷 带孔16毫米胶卷也可。胶卷长80厘米。20像幅。
相幅 12 x 17毫米
附加镜头 * f/4  4x; f/4  8x
附件：近摄镜头、滤光镜、直角型取景器、俯视型取景器、光度调节镜片、闪光灯、翻拍器、放大机、显影罐、胶卷切割器、显微镜夹等。
型号：出口欧洲，米尺标型；出口美国，英尺标型，镀金型。